# Can Rosés (Rubí)
Can Rosés és un edifici del municipi de Rubí (Vallès Occidental) protegit com a bé cultural d'interès local.

## Descripció
És un tipus de construcció de masia catalana d'estructura clàssica. Està formada per tres cossos, un pis superior coronat per una torre escalonada on hi ha les golfes i dos pisos en el cos central. La coberta és a dos vessants.
La porta d'entrada és amb punt rodó i adovellat amb pedra. Les finestres estan rematades amb pedra i cadascuna d'elles porta una data inscrita: la de la dreta, té la data de 1581 i al mig apareix l'anagrama de Jesús i la central, té la data de 1677. A una de les façanes laterals s'obren tres balcons. La masia queda inscrita dins d'un recinte emmurallat.

## Història
Can Rosés existeix des del segle xiii i era anomenada Can Canals, nom topogràfic del lloc on està construïda. La propietat pertanyia als Togores, senyors del castell de Castellà i va passar per herència a Berenguer de Togores, canonge de l'església de Barcelona qui l'any 1159 va establir el Mas Canals.
L'any 1640 la propietat va passar a mans de Jaume de Llordat. Des del 1659 al 1666, apareixen arrendataris de la casa i l'any 1669, segons notes de l'arxiu parroquial, els Rosés van adquirir la propietat. Aquests eren procedents de Sarrià.